# Daoulas
Daoulas (bret. Daoulaz) – miejscowość i gmina we Francji, w regionie Bretania, w departamencie Finistère.
Według danych na rok 1990 gminę zamieszkiwało 1640 osób, a gęstość zaludnienia wynosiła 303 osoby/km² (wśród 1269 gmin Bretanii Daoulas plasuje się na 383. miejscu pod względem liczby ludności, natomiast pod względem powierzchni na miejscu 1005.).